# Wilderich Fehrmann
Wilderich Fehrmann (* 12. September 1928 in Münster; † 12. Juni 2008 auf Juist) war ein deutscher Jurist.

## Leben
Fehrmann wurde als Sohn des preußischen Landrates und späteren Regierungsdirektors Friedrich Fehrmann und seiner Frau Emilie, geb. Bäumer, geboren. Nach Amtsenthebung des Vaters zog die Familie von Meppen in die Heimatstadt Münster in Westfalen zurück, wo er als jüngstes von vier Kindern (Milly, Margund und Friedrich) aufwuchs. Als Mitglied der Freiwilligen Feuerwehr Münster und als Flakhelfer wurde seine Jugend vom Zweiten Weltkrieg und den Bombenangriffen auf seine Heimatstadt, denen auch sein Elternhaus zum Opfer fiel, geprägt. 1949 absolvierte er das Abitur am Gymnasium Paulinum, wo er zum Senior gewählt worden war.
Das Studium der Rechts- und Staatswissenschaften in Münster und Innsbruck schloss er 1958 mit dem zweiten Staatsexamen und der Promotion über ein handelsrechtliches Thema bei Hefermehl an der Westfälischen Wilhelms-Universität in Münster ab. Während seiner Studienzeit engagierte er sich bei, katholischen Studentenverein Tuiskonia-Monasteria im KV, der schon sein Vater und sein Bruder Friedrich angehörten und die er als Alter Herr mit der Schwesterorganisation KStV Markomannia Münster zusammenführte. Die Markomannia ehrte ihn durch seine Ernennung zum Ehrenphilister.
Seine erste Stelle trat er beim Rechtsamt der Stadt Paderborn an, das er auch später leitete und zu dessen Höhepunkten die rechtliche Begleitung der Unternehmensgründung und Erweiterung der Firma Nixdorf Computer AG gehörte. 1963 kehrte er als Verwaltungsgerichtsrat nach Münster zurück und wurde 1970 an das Oberverwaltungsgericht des Landes Nordrhein-Westfalen berufen.
Dort wurde er 1974 Vorsitzender des neugegründeten 15. Senates, der vornehmlich mit dem Kommunal- und Hochschulrecht befasst war und den er bis zu seiner Pensionierung am 30. September 1993 leitete. Dort prägte er die Rechtsprechung auf diesem Gebiet, insbesondere im Kommunalverfassungsrecht und machte sich nicht zuletzt um eine ganze Generation von Verwaltungsjuristen verdient; aus seinem Senat gingen mehrere Gerichtspräsidenten und Bundesrichter hervor, unter anderem waren der spätere Präsident des Bundesverwaltungsgerichts, Everhardt Franßen sowie der spätere Präsident des Bundesverfassungsgerichtes, Hans-Jürgen Papier lange Jahre in seinem Senat tätig. 1975 wurde er zum Vizepräsidenten des OVG Münster und zum ständigen stellvertretenden Mitglied des Verfassungsgerichtshofes des Landes Nordrhein-Westfalen befördert. Auch aus diesen Ämtern schied er wegen Erreichen des Ruhestandsalters 1993 aus.

## Wirken
Ende der 1980er Jahre brachte er, zusammen mit dem Justizministerium NRW und dem Boorbeck-Verlag, die nordrhein-westfälischen Verwaltungsblätter auf den Weg, zusammen mit dem Präsidenten des OLG Hamm fungierte er als deren Gründungsherausgeber, die Schriftleitung ist bis heute beim OVG Münster ansässig.
Zusammen mit Bernhard Großfeld, mit dem er auch durch andere Vereine verbunden war, war er langjähriger Vorsitzender der Deutsch-Niederländischen Juristenvereinigung e.V. und pflegte zudem einen Austausch mit dem staatsrechtlichen Teil des Hoge Raad, dem höchsten Gericht der Niederlande.
Anfang der 1990er Jahre zeichnete ihn der Präsident der Bundesrepublik, vertreten durch Landesjustizminister Rolf Krumsiek, für seine außerordentlichen Verdienste um das öffentliche Recht und die Verwaltungsgerichtsbarkeit in Deutschland mit dem Großen Bundesverdienstkreuz des Verdienstordens der Bundesrepublik Deutschland aus.
Neben dem von ihm 1966 mitgegründeten Freundeskreis, war er auch bei verschiedenen Bruderschaften und Klubs des westfälischen Lebens aktiv engagiert.